# Containerwagen

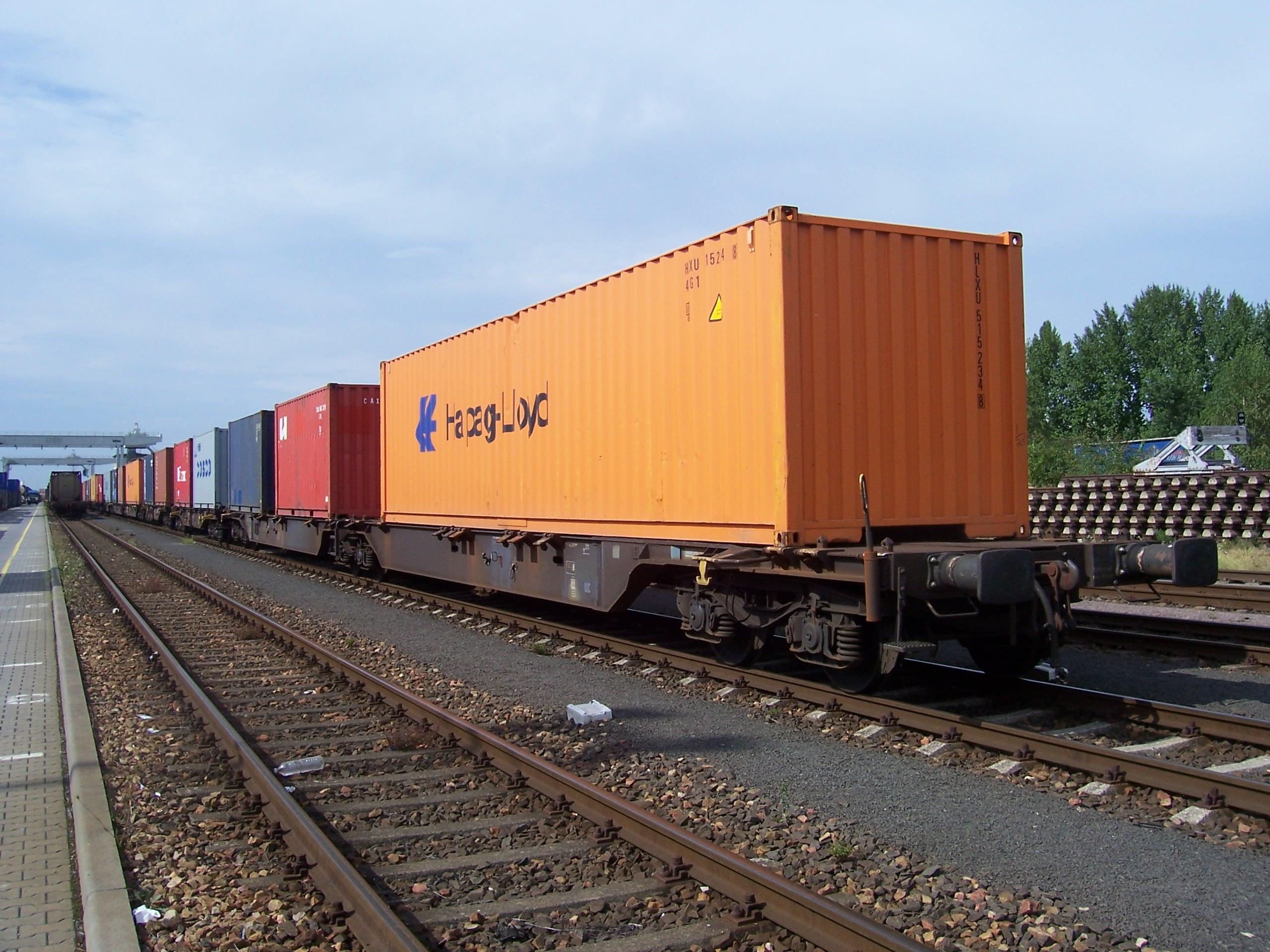
Containerwagons

Een containerwagen is een goederenwagon of vrachtauto die speciaal is ingericht om zeecontainers te vervoeren. Auto's die uitsluitend containers vervoeren hebben geen laadbak maar een kaal chassis voorzien van twistlocks waarmee men de containers op de vier hoeken bevestigt. De meest gangbare standaardmaten zijn 20 feet en 40 feet, maar ook 30 en 45 feet containers komen voor. 